# Kanata Hongō
Kanata Hongō (本郷 奏多?, Hongō Kanata; Sendai, 15 novembre 1990) è un attore e modello giapponese.

## Biografia
Hongō è nato a Sendai, nella prefettura di Miyagi. Quando era all'asilo, è diventato attivo come modello per bambini per l'agenzia di modelle SOS di Sendai (ora Morado Company).
Ha frequentato il Nihon University College of Art, dove ha studiato fotografia e si è laureato nel 2013. Nel 2020 è stato selezionato per il 14° Nihon University Awards e nominato ambasciatore dell'Università Nihon.

## Carriera

### 2003-2006: Gli inizi
Hongō è apparso in diversi film, tra cui Moon Child, interpretato anche da Gackt, Hyde e Leehom Wang. Hongō ha interpretato il ruolo di Sho da bambino, mentre il ruolo da adulto è stato interpretato da Gackt. È apparso nel film Daiteiden no Yoru ni, uscito nel novembre 2003.
Hongō ha recitato nel film del 2005 Hinokio, che è stato il suo primo ruolo importante. È anche apparso in due video musicali nel 2005, interpretando il giovane ragazzo nel video musicale della cantante Yui per la sua canzone "Tomorrow's Way" e in "Zutto Yomikake no Natsu" di Keiichi Tomita con il duo pop CHEMISTRY.
Nel 2006, Hongō è stato scelto per interpretare il popolare personaggio dell'anime Ryoma Echizen nel film di adattamento live-action di Il principe del tennis. Si è unito alla maggior parte dei Seigaku Regulars dei musical Prince of Tennis in sostituzione di Kotaro Yanagi, che non ha potuto interpretare il ruolo a causa di un incidente d'auto in cui è stato coinvolto. Hongō ha anche interpretato il giovane bassista Shinichi Okazaki nel film Nana 2, uscito in Giappone il 9 dicembre 2006. Aveva sostituito Ken'ichi Matsuyama che aveva precedentemente interpretato Shin nel primo film di Nana. È apparso anche in tre episodi della serie TBS del 2006 Memories of Matsuko.

### 2007-2013: Crescente popolarità
Il suo prossimo lungometraggio è stato al fianco di Michael Pitt e Keira Knightley in Silk, che è stato proiettato al Festival di Cannes del 2007. Questo segnò la prima apparizione di Hongō in un film in lingua inglese, dove interpretava un servo giapponese. Ha anche recitato in un altro video musicale, B'zs "Eien no Tsubasa" insieme a Tsubasa Honda e nel video musicale di Greeeen di "Namida Sora". In televisione, il primo ruolo importante di Hongō è stato quello di Hinata in Himitsu no Hanazono, seguito da un altro ruolo secondario nel dramma Seito Shokun! nei panni di uno studente ribelle, Kohei Aoki. Successivamente, è apparso come ospite in altri due spettacoli, vale a dire Detective School Q e Iryu: Team Medical Dragon 2.
Nel 2008, ha interpretato il ruolo di Riku Okamoto in Seigi no mikata, trasmesso da NTV. Ha detto che Okamoto è stato probabilmente il suo ruolo più normale fino ad oggi. È apparso poi nel video musicale di "Sky High" dei The Gospellers, che ha aperto la seconda stagione dell'anime Nodame Cantabile. Inoltre, ha recitato in tre film alla fine del 2008, tra cui Aoi Tori, K-20: Legend of the Mask e Goth. Gli ultimi due sono usciti in Giappone lo stesso giorno, il 20 dicembre. Goth è basato sull'omonimo romanzo giapponese, scritto da Otsuichi.
Nel 2011, ha interpretato il ruolo di Jōichiro Nishi in Gantz - L'inizio, e ha ripreso il suo ruolo nel film sequel Gantz Revolution - Conflitto finale, così come nella serie sequel Gantz: Another Gantz. È apparso anche nello speciale drammatico Saigo no Bansan: Keiji Tono Kazuyuki to Shichinin no Yougisha, interpretando il personaggio di un sospetto tra gli altri. Inoltre, è stato ospite in un episodio di Shibuya Deep A, una serie trasmessa da NHK. Ha inoltre debuttato sul palco nel giugno 2011, esibendosi nel Dotto! Opera teatrale per il 25º anniversario, Kinema no Kami-sama.
Nel gennaio 2012, Shirato Osamu no Jikenbo è andato in onda su TBS, dove Hongō ha interpretato il ruolo di Kurosaki Hitoshi al fianco di Yudai Chiba. Ha anche recitato in Mirai Nikki Another: World, un adattamento drammatico dell'omonima serie giapponese. Nell'ottobre dello stesso anno, ha debuttato come doppiatore nell'anime Btooom! nel ruolo del protagonista Ryōta Sakamoto. Hongō ha anche recitato nel dramma radiofonico della NHK FM Theater Mayu, che ha anche segnato il suo debutto radiofonico. Nel settembre 2012 si è esibito sul palco del rōdoku geki intitolato Fuki no Hatsukoi, Ebina SA. Nell'ottobre 2012 è apparso nel terzo cortometraggio del web drama Heather LOVE Short Movies intitolato Umi Made Nan-kiro, segnando il suo debutto nella suddetta piattaforma.
Nel 2013, Hongō ha recitato in Real Onigokko: The Origin come uno dei personaggi principali, Tsubasa Sato, e nel web drama originale di UULA Yubikoi: Kimi ni Okuru Message al fianco dell'attore coreano Seungri e dell'attrice giapponese Miori Takimoto. È apparso anche come personaggio ospite nella serie Minna! ESPer Dayo! e nello speciale drammatico So Long!, che è stato trasmesso da NTV. Hongō è apparso anche nella serie WOWOW KAZEOKE nell'agosto 2013 e si è esibito nel dramma radiofonico Inanagi nel febbraio dello stesso anno.

### 2014-2018: Transizione nei ruoli e successo in Giappone
Hongō ha recitato nel dramma del 2014 Nazo no Tenkōsei nel ruolo del personaggio principale, che proviene da un mondo parallelo, ed è apparso anche nel dramma sul baseball Yowakutemo Katemasu come parte del suo cast ricorrente. Nel marzo 2014, è apparso in un ruolo da ospite nell'adattamento drammatico di Koibumi Biyori. Ha interpretato il ruolo principale nel film Tokyo Slaves, basato sulla serie di romanzi giapponesi Doreiku scritta da Shinichi Okada. Hongō ha anche doppiato Julian Ayers Mackenzie nell'anime di fantascienza Gundam Build Fighters. Ha recitato nell'adattamento teatrale della serie Danganronpa intitolato Danganronpa: Kibō no Gakuen to Zetsubō no Kōkōsei THE STAGE. Ha interpretato il personaggio principale Makoto Naegi durante la sua corsa teatrale da ottobre a novembre 2014.
Nel 2015, Hongō ha interpretato il prodigio del mahjong Shigeru Akagi in Akagi, un dramma basato sull'omonimo manga. Ha anche recitato nella miniserie NHK Chanpon Tabetaka, il sequel della serie del 2013 Castella. Nel 2014, Hongō ha interpretato Armin nell'adattamento live action del 2015 della serie di successo L'attacco dei giganti di Hajime Isayama, che è andato in onda nell'agosto 2015. Ha poi ripreso il suo ruolo nella seconda parte del film, Attack on Titan: End of the World, che è stato distribuito nel settembre 2015. Ha anche fatto un cameo nel film Strayer's Chronicle, distribuito dalla Warner Bros. Pictures, e ha recitato nel film Cinema Angel al fianco di Reiko Fujiwara e Mickey Curtis.
Hongō ha recitato nel film drammatico-commedia del 2016 Yamikin Ushijima-kun Part 3 al fianco di Takayuki Yamada e Gou Ayano. Ha anche recitato nella serie WOWOW Kakko no Tamago wa Dare no Mono, e ha ripreso il suo personaggio come Makoto Naegi in Danganronpa: Kibō no Gakuen to Zetsubō no Kōkōsei THE STAGE 2016, che è andato in scena da giugno a luglio 2016.
Nel 2017, Hongō ha interpretato il ruolo del giovane Jun Sekiya in Hyouka: Forbidden Secrets con Kento Yamazaki e Alice Hirose, un adattamento del romanzo giallo giapponese Hyouka. Nel dicembre 2017, ha interpretato l'antagonista Envy in Fullmetal Alchemist, un adattamento live-action dell'omonima serie shōnen. Ha recitato nella serie Rabuho no Ueno-san basata sull'omonimo manga seinen, interpretando il personaggio titolare Ueno, e in seguito ha ripreso questo ruolo per la sua seconda stagione. Ha anche interpretato il personaggio principale nel dramma notturno di quattro episodi Kaiju Club. Hongō ha anche ripreso il ruolo di Shigeru Akagi in Akagi: Ryūzaki· Yagi-hen/Ichikawa-hen, la seconda parte dell'omonima serie del 2015. È apparso nel video musicale dell'album per il quinto anniversario di Nano The Crossing, pubblicato il 31 maggio 2017. Ha doppiato Sorrel nel film Il film Pokémon - Scelgo te! e ha doppiato Naoyuki Andō nell'anime Inuyashiki, che ha anche interpretato nell'omonimo adattamento live-action del 2018.
Hongō ha recitato nel dramma del 2018 Yomiuri TV-NTV Repeat al fianco di Shihori Kanjiya e Gori. Nel maggio 2018, ha ripreso il personaggio di Shigeru Akagi nella stagione conclusiva della sua serie del 2015 intitolata Akagi: Washizu Mājan Kanketsu-hen. Ha anche recitato nel web drama originale di LINE NEWS Mirai-san nel ruolo del fratello del personaggio principale.

### 2019–presente: Rinascita della carriera
Nel 2019, Hongō ha recitato nel film giallo Rin al fianco di Hayato Sano. Ha anche interpretato Seikyou nell'adattamento live-action Kingdom basato sull'omonimo manga del 2006 e ha interpretato il ruolo del killer su commissione Kid nel film Diner diretto da Mika Ninagawa. Ha interpretato il personaggio di Isami Kondō nel dramma MBS Aozakura: Bōei Daigakukou Monogatari, basato sull'omonimo manga. Ha anche recitato nello spettacolo teatrale MONSTER MATES, andato in scena da febbraio a marzo 2019, e si è esibito nel Reading· Tappa Yubi a Bara il 15 giugno 2019.
Ha recitato nel film del 2020 a tema viaggi nel tempo Sengoku Girl to Kendo Boy al fianco di Kie Kitano. Ha anche interpretato Makoto Karaki, il protagonista del gioco d'avventura Death Come True scritto e diretto da Kazutaka Kodaka.

## Vita privata
Hongō è noto per essere un fan accanito di Gundam e Gunpla. Nel febbraio 2020, durante la presentazione del progetto Gunpla 40th Anniversary, è stato invitato come ospite di un talk show, dove ha dichiarato di aver collezionato almeno un centinaio di kit Gunpla e che Gunpla è molto utile per la comunicazione che "può permetterci di connetterci con le generazioni più anziane".
Nel novembre 2020, in occasione del suo 30º compleanno, Hongō ha lanciato il suo canale YouTube intitolato Kanata Hongō's Daily Life (本郷奏多の日常, Hongō Kanata no Nichijō). Ha detto di essersi interessato a YouTube attraverso Tokai On Air, di cui è un fan e amico, e da allora è apparso in diversi video insieme.

## Filmografia

### Cinema
- Returner - Il futuro potrebbe essere storia, regia di Takashi Yamazaki (2002)
- Moon Child, regia di Takahisa Zeze (2004)
- Hinokio, regia di Takahiko Akiyama (2005)
- Until the Lights Come Back, regia di Takashi Minamoto (2005)
- Tennis no ōjisama, regia di Yuichi Abe (2006)
- Nana 2, regia di Kentarō Ōtani (2006)
- Memories of Matsuko, regia di Tetsuya Nakashima (2006)
- Seta, regia di François Girard (2007)
- GOTH, regia di Gen Takahashi (2008)
- Aoi Tori, regia di Kenji Nakanishi (2008)
- K-20: Legend of the Mask, regia di Shimako Satō (2008)
- Gantz - L'inizio, regia di Shinsuke Sato (2011)
- Gantz Revolution - Conflitto finale, regia di Shinsuke Sato (2011)
- Shingeki no kyojin - Attack on Titan, regia di Shinji Higuchi (2015)
- Fullmetal Alchemist, regia di Fumihiko Sori (2017)
- Inuyashiki, regia di Shinsuke Sato (2018)
- Rin, regia di Katsuhiko Ikeda (2019)
- Kingdom, regia di Shinsuke Sato (2019)
- Diner, regia di Mika Ninagawa (2019)
- Sengoku Girl to Tendo Boy, regia di Masaki Hamamoto (2020)
- Usogui, regia di Hideo Nakata (2022)
- Fullmetal Alchemist - La vendetta di Scar, regia di Fumihiko Sori (2022)
- Fullmetal Alchemist - Alchimia finale, regia di Fumihiko Sori (2022)
- Shin Kamen Rider, regia di Hideaki Anno (2023)

### Televisione
- Aikurushii – serie TV, (2005)
- Himitsu no Hanazono – serie TV, (2007)
- Seito shokun! – serie TV, (2007)
- Tantei gakuen Q – serie TV, (2007)
- Team Medical Dragon – serie TV, (2007)
- Seigi no mikata – serie TV, (2008)
- TOKYO23 – serie TV, (2010)
- Yankee-kun & Megane-chan - Il teppista e la quattrocchi – serie TV, (2010)
- Saigo no Bansan – serie TV, (2011)
- Mirai nikki - Future Diary – serie TV, (2012)
- Riaru Onigokko The Origin – serie TV, (2013)
- Yowakutemo Katemasu – serie TV, (2014)
- Gundam Build Fighters – serie TV, (2014)
- Danganronpa 3: The End of Hope's Peak Academy – serie TV, (2016)
- Inuyashiki – serie TV, (2017)
- Yu Yu Hakusho – serie TV, (2023)

## Doppiatori italiani
Nelle versioni in italiano nelle opere in cui ha recitato, Kanata Hongō è stato doppiato da:
- Tommaso Zalone in Gantz - L'inizio, Gantz Revolution - Conflitto finale
- Marco Bassetti in Fullmetal Alchemist, Fullmetal Alchemist - La vendetta di Scar
- Matteo Costantini in Yu Yu Hakusho